# Сууре-Яани
Су́уре-Я́ани (эст. Suure-Jaani) — внутриволостной город в центральной части Эстонии, в волости Пыхья-Сакала уезда Вильяндимаа. До административной реформы местных самоуправлений Эстонии 2017 года был административным центром волости Сууре-Яани (упразднена).
В 1950—1959 годах был центром Сууре-Яниского района.

## География и описание
Расположен в северной части возвышенности Сакала, в 25 км к северу от уездного центра — города Вильянди. Высота над уровнем моря — 78 метров. На территории города находится водохранилище. В 10 км к западу от города расположен национальный парк Соомаа.  
Климат умеренный. Официальный язык — эстонский. Почтовые индексы: 71502, 71503.

## Население
По данным переписи населения 2011 года, в Сууре-Яани проживали 1039 человек, из них 1029 (99,0 %) — эстонцы.
По данным переписи населения 2021 года, в городе насчитывалось 1184 жителя, из них 1162 (98,5 %) — эстонцы. 
Численность населения города Сууре-Яани:
| Год  | 1922 | 1934   | 1959   | 1970   | 1979   | 1989   | 2000   | 2003   | 2011   | 2021   |
| ---- | ---- | ------ | ------ | ------ | ------ | ------ | ------ | ------ | ------ | ------ |
| Чел. | 966  | ↗ 1031 | ↗ 1713 | ↘ 1610 | ↗ 1653 | ↘ 1503 | ↘ 1324 | ↘ 1284 | ↘ 1039 | ↗ 1184 |

## История
Поселение возникло возле Сууре-Яаниской церкви святого Иоанна, построенной в середине XIII века. с 1424 года имеются сведения о деревне Валула, которая когда-то находилась на месте современного Сууре-Яани. В XVII веке населённый пункт стали называть по имени покровителя церкви Гросс-Санкт-Йоханнис (нем. Gross Sankt Johannis), чтобы отличать его от меньшего селения Колга-Яани (нем. Klein Sankt Johannis), расположенного к востоку. В 1688 году здесь была открыта церковно-приходская школа. К концу XIX века церковное поселение превратилось в небольшой городок с населением около 600 человек. С 1924 года Сууре-Яани стал посёлком городского типа, в 1938 году получил официальный статус города.
Оккупирован немецкими войсками 11 июля 1941 года. Освобожден 23 сентября 1944 года советскими войсками в ходе Таллинской операции — 1-й ударной армией — ПО 321 сд (полковник Чесноков, Василий Константинович) 116 ск (генерал-майор Фетисов, Федор Кузьмич).
В 1950—1959 годах был центром Сууре-Яниского района. После 1959 года развитие Сууре-Яани затормозилось. 6 ноября 1990 года Сууре-Яани стал самоуправлением, 16 июня 2005 года — внутриволостным городом.

## Инфраструктура
В городе есть гимназия (в 2002/2003 учебном году 428 учеников, в 2009/2010 учебном году 324 ученика), детский сад «Сипсик», культурный центр, библиотека (около 40 000 экземпляров в 2011 году), аптека. Действует дом-музей композиторов Каппов (основан в 1971 году). С 1887 года общество «Илматар» занимается популяризацией духовной жизни Сууре-Яани. Действуют Международная ассоциация Артура Каппа, спортивные клубы «Кирм» и «Ванад Олюмпиа-алад», рыболовный клуб «Сууре-Яани Сяга», клуб пожилых людей «Меэлеспеа», женский клуб «Мари» и клуб семейного отдыха «Лойтсуке». Издаётся городская газета «Леоле» («Leole»).
В 2018 году в городе было завершено строительство Центра здоровья (Suure-Jaani Tervisekoda), включающего в себя центр семейных врачей и водный центр. На территории комплекса также расположены полицейский участок, скорая помощь и несколько предприятий.

## Экономика
Крупнейшие работодатели города Сууре-Яани по состоянию на 30 сентября 2023 года:
| Предприятие/организация       | Вид деятельности                  | Численность работников |
| ----------------------------- | --------------------------------- | ---------------------- |
| Eesti Höövelliist OÜ          | Производство пиломатериалов       | 198                    |
| Волостная управа Пыхья-Сакала | Орган государственного управления | 96                     |
| Suure-Jaani kool              | Основная школа-детсад             | 87                     |
| Suure-Jaani gümnaasium        | Гимназия                          | 31                     |
| Lasteaed «Sipsik»             | Детский сад                       | 30                     |
| AS Põhja-Sakala Haldus        | Подача пара; водоснабжение        | 25                     |
| Põhja-Sakala kultuurikeskus   | Центр культуры                    | 21                     |
| Suure-Jaani Tervisekoda       | Деятельность спортивных объектов  | 19                     |

## Достопримечательности
- Сууре-Яаниская лютеранская церковь.
- Сууре-Яаниская православная церковь.
- Мемориальный музей композиторов Артура и Виллема Каппов[14]. В их честь каждый год в городе проводятся музыкальные фестивали[15].
- Памятник Освободительной войне.
- Кладбище Сууре-Яани, на котором расположено мемориальное захоронение членов семьи Каппов (надгробия композиторам Артуру и Виллему Каппам выполнены Юханом Раудсеппом) и могила художника Иоганна Кёлера.

## Галерея
- Таллинская улица в Сууре-Яани
- Гимназия
- Центр культуры
- Музей
- Центр здоровья (бывшая пожарная часть)
- Аптека
- Лютеранская церковь
- Православная церковь
- Памятник Освободительной войне
- Памятник Иоганну Кёллеру
- Певческая эстрада
- Амбар Сууре-Яаниского пастората (памятник культуры)
- Цветочный магазин
- Водохранилище